# Myxilla
Myxilla är ett släkte av svampdjur. Myxilla ingår i familjen Myxillidae.

## Bildgalleri

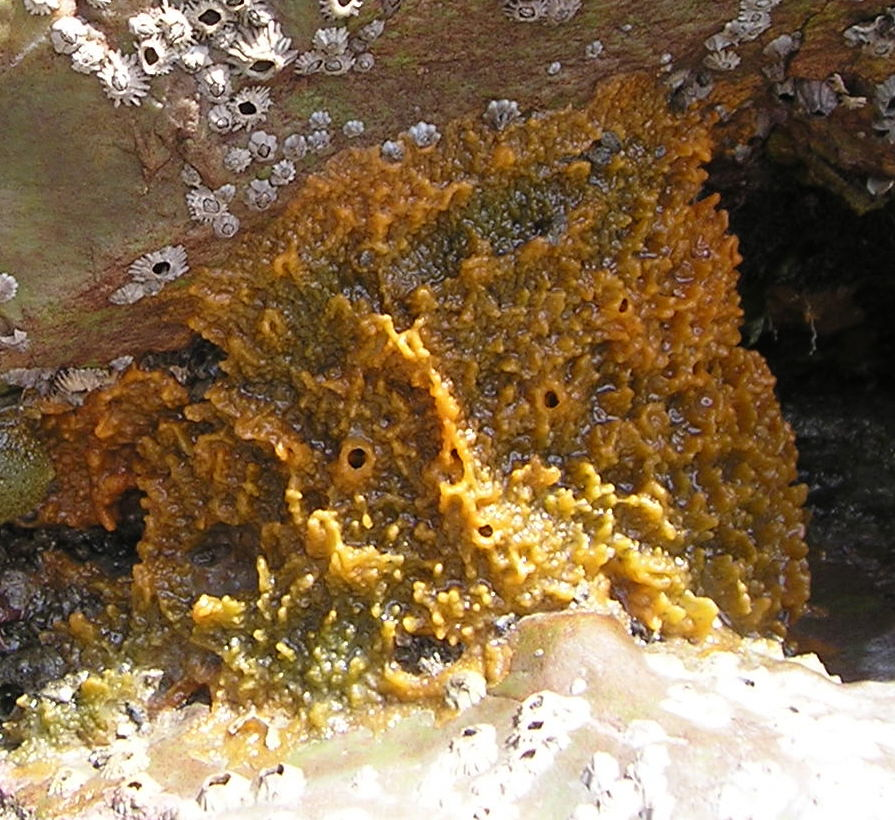

## Dottertaxa tillMyxilla, i alfabetisk ordning[1][2]
- Myxilla acribaria
- Myxilla agennes
- Myxilla anchoratum
- Myxilla ancorata
- Myxilla arenaria
- Myxilla asigmata
- Myxilla asymmetrica
- Myxilla australis
- Myxilla barentsi
- Myxilla basimucronata
- Myxilla behringensis
- Myxilla bivalvia
- Myxilla caliciformis
- Myxilla chilensis
- Myxilla columna
- Myxilla compressa
- Myxilla crassa
- Myxilla crucifera
- Myxilla dendyi
- Myxilla dentata
- Myxilla distorta
- Myxilla diversiancorata
- Myxilla dracula
- Myxilla elastica
- Myxilla elongata
- Myxilla fibrosa
- Myxilla fimbriata
- Myxilla flexitornota
- Myxilla fusca
- Myxilla gracilis
- Myxilla hastata
- Myxilla hastatispiculata
- Myxilla hentscheli
- Myxilla hiradoensis
- Myxilla incrustans
- Myxilla inequitornota
- Myxilla insolens
- Myxilla iophonoides
- Myxilla iotrochotina
- Myxilla kerguelensis
- Myxilla lacunosa
- Myxilla lissostyla
- Myxilla lobata
- Myxilla macrosigma
- Myxilla mariana
- Myxilla massa
- Myxilla methanophila
- Myxilla mexicensis
- Myxilla mirabilis
- Myxilla mollis
- Myxilla mucronata
- Myxilla myxilloides
- Myxilla nodaspera
- Myxilla novaezealandiae
- Myxilla parasitica
- Myxilla pedunculata
- Myxilla perspinosa
- Myxilla pistillaris
- Myxilla productus
- Myxilla prouhoi
- Myxilla pumicea
- Myxilla ramosa
- Myxilla reses
- Myxilla rosacea
- Myxilla septentrionalis
- Myxilla setoensis
- Myxilla seychellensis
- Myxilla sigmatifera
- Myxilla swartschewskii
- Myxilla tenuissima
- Myxilla victoriana